# La Biche (fiume Alberta)
Il La Biche è un fiume del Canada, che scorre per circa 70 chilometri in Alberta. Esso nasce dal Lago La biche e confluisce nel fiume Athabasca.